# Заряджений струм
Заряджений струм — механізм слабкої взаємодії, опосередкований обміном віртуальними W+ та W+ бозонами. Своєю назвою ця взаємодія завдячує тому, що вона властива частинкам, які мають електричний заряд на відміну від нейтрального струму, який можливий також і для нейтральних частинок. 